# Philippe Marczewski
Pour les articles homonymes, voir Marczewski.
Philippe Marczewski, né en janvier 1974 à Ougrée, est un écrivain belge.
Il remporte le Prix Rossel 2021

## Œuvres
- Blues pour trois tombes et un fantôme, Paris, Éditions Inculte, 2019, 228 p.  (ISBN 978-2-36084-018-2)[3]
- Un corps tropical, Paris, Éditions Inculte, 2021, 400 p.  (ISBN 978-2-36084-127-1)     -- Prix Rossel 2021[2]
- Quand Cécile, Paris, Éditions du Seuil, 2024